# Вільям Герберт Аллер
Вільям Герберт Аллер (англ. William Herbert Allaire; 1 січня 1858 — 2 травня 1933) — американський воєначальник, бригадний генерал.

## Життєпис
У 1882 році закінчив Військову академію Сполучених Штатів і направлений для проходження військової служби до 23-ї піхотної дивізії.
У 1893—1897 роках — викладач тактики Військової академії Сполучених Штатів. У 1897 році призначений генерал-ад'ютантом Національної гвардії округу Колумбія. З лютого 1899 до липня 1901 року перебував на Філіппінах, де очолював військову кампанію. Службу на території США чередував зі службою на Філіппінах, протягом 1908—1911 років був військовим аташе в американському посольстві у Відні (Австро-Угорська імперія).
У 1915—1917 роках — командир 16-ї піхотної дивізії, брав участь у Мексиканській експедиції. У 1917 році разом із дивізією відбув до Франції, де обійняв посаду генерального провост-маршала американських експедиційних сил, а в червні 1918 року він був призначений генеральним командиром району Парижа. У серпні — листопаді того ж року командував 166-ю піхотною бригадою. Після повернення у 1919 році до США, був спеціальним уповноваженим на острові Говернорс у Нью-Йорку. У 1921 році вийшов на пенсію.
Похований на кладовищі військової академії США у Вест-Пойнт, штат Нью-Йорк.